# 蠡田湖
蠡田湖是一个位于中国湖北省松滋县的湖泊，面积约为1.5平方千米，平均水深约为1—1.5米，蓄水量约为200万立方米。